# Бер (Ирска)
Бер (енгл. Birr, ир. Biorra) је град у Републици Ирској, у средишњем делу државе. Град је у саставу округа округа Офали и представља његов трећи по величини град.

## Природни услови
Град Бер се налази у средишњем делу ирског острва и Републике Ирске и припада покрајини Ленстер. Град је удаљен 140 километара западно од Даблина. 
Бер је смештен у равничарском подручју средишње Ирске. Град се развио близу тзв. Великог канала. Надморска висина средишњег дела града је око 75 метара.
Клима: Клима у Беру је умерено континентална са изразитим утицајем Атлантика и Голфске струје. Стога град одликује блага и веома променљива клима.

## Историја
Подручје Бера било је насељено већ у време праисторије. Дато подручје је историјски први пут спомиње у раном средњем веку, пошто је ту основан манастир.
Бер је од 1921. године у саставу Републике Ирске. Опоравак града започео је тек последњих деценија, када је град поново забележио нагли развој и раст.

## Становништво
Према последњим проценама из 2016. године. Бер је имао близу 6 хиљада становника. Последњих година број становника у граду се повећава.

## Збирка слика
- Црква Св. Брендана, главна римокатоличка богомоља
- Главна улица у Беру
- Градски културни центар
- Манчестер трг у Беру